# Бовилье (дворянский род)
Бовилье  — древний французский род, живший в окрестностях Шартра. Представители этого рода занимали судебные должности начиная с XV века.

## История
Название де Бовилье происходит от принадлежащего  между городами Шартр и Орлеан. 
Герберт - первый лорд Бовилье, известный по титулам. В XI веке Герберт-Эмуссан де Бовилье, сын леди Энгельсенде, был рыцарем и лордом Бовилье из Люд-ан-Бол. В 1496 году поместье Сент-Эньян перешла в руки дома Бовилье по браку Луизы де Юссон-Тоннер, госпожи де Сент-Эньян, дочери Шарля де Юссона, графа де Тоннер, и Антуанетты де Латремуй, с Мери де Бовилье, бароном де Ла-Ферте-Юбер. Земля Сен-Эньян была преобразована в герцогство-пэрство в декабре 1663 в пользу Франсуа-Оноре де Бовилье. Земли Ла-Саль и Ла-Лардьер были объединены с герцогством-пэрией Сент-Эньян и баронией Люссе, до этого зависевшей от графства Блуа, жалованной грамотой, данной в Версале в феврале 1702 года. Титул герцога де Сент-Эньян был упразднен со смертью последнего мужского представителя дома Бовилье герцога Шарля-Поля-Франсуа де Сент-Эньяна.

## Некоторые представители
- 1140 — 1191 — Бовилье, Жодуан[фр.]

### Графы де Сент-Эньян
- Шарль де Бовилье — камергер короля, губернатор Блуа, получил графский титул в поместье Сен-Эньян в 1537 году.[1]
- 1537 — 1539 — Клод I де Бовилье (ум. 1539)
- 1539 — 1557 — Рене де Бовилье (ум. 1557), брат предыдущего
- 1557 — 1583 — Клод II де Бовилье (ок. 1543—1583), сын предыдущего
- 1583 — 1622 — Онора де Бовилье (1579—1622), сын предыдущего

### Герцоги де Сент-Эньян
- 1622 — 1663 — Франсуа де Бовилье (1610—1687), сын предыдущего

- 1663 — 1679/1687 — Франсуа де Бовилье (1610—1687)
- 1679/1687 — 1706 — Поль де Бовилье (1648—1714), сын предыдущего
- 1706 — 1738 — Поль-Ипполит де Бовилье (1684—1776), брат предыдущего
- 1738 — 1742 — Поль-Франсуа де Бовилье (1710—1742), сын предыдущего
- 1742 — 1757 — Поль-Луи де Бовилье (1711—1757), брат предыдущего
- 1757 — 1771 — Поль-Этьен-Огюст де Бовилье (1745—1771), сын предыдущего
- 1771 — 1794 — Поль-Мари-Виктор де Бовилье (1766—1794), сын предыдущего
- 1794 — 1811 — Раймон-Франсуа де Бовилье (1790—1811), сын предыдущего
- 1811 — 1828 — Шарль-Поль-Франсуа де Бовилье (1746—1828), двоюродный дядя предыдущего. Последний представитель дома Бовилье.[2]

## См. Также
Дом Бовилье